# Daniel Bueno
Daniel Mariano Bueno (ur. 15 grudnia 1983) – brazylijski piłkarz grający na pozycji napastnika w Zakho FC. Zawodnik ma za sobą występy w lidze brazylijskiej, japońskiej, czeskiej, a także maltańskiej, skąd – jako wicekról strzelców – przybył do Polski, by bronić barw Odry Wodzisław Śląski.